# Мілтон (Нью-Гемпшир)
Мілтон (англ. Milton) — місто (англ. town) в США, в окрузі Страффорд штату Нью-Гемпшир. Населення — 4482 особи (2020).

## Демографія
Згідно з переписом 2010 року, у місті мешкало 4598 осіб у 1800 домогосподарствах у складі 1283 родин. Було 2181 помешкання
Расовий склад населення:
| - 97,4 % — білих - 0,5 % — чорних або афроамериканців - 0,2 % — корінних американців - 0,2 % — азіатів |

До двох чи більше рас належало 1,5 %. Частка іспаномовних становила 0,9 % від усіх жителів.
За віковим діапазоном населення розподілялося таким чином: 22,9 % — особи молодші 18 років, 65,7 % — особи у віці 18—64 років, 11,4 % — особи у віці 65 років та старші. Медіана віку мешканця становила 41,3 року. На 100 осіб жіночої статі у місті припадало 96,9 чоловіків;  на 100 жінок у віці від 18 років та старших — 96,9 чоловіків також старших 18 років.
Середній дохід на одне домашнє господарство  становив 77 490 доларів США (медіана — 67 214), а середній дохід на одну сім'ю — 85 925 доларів (медіана — 74 408). Медіана доходів становила 52 165 доларів для чоловіків та 40 000 доларів для жінок. За межею бідності перебувало 3,9 % осіб, у тому числі 1,9 % дітей у віці до 18 років та 2,7 % осіб у віці 65 років та старших.
Цивільне працевлаштоване населення становило 2400 осіб. Основні галузі зайнятості: виробництво — 23,8 %, освіта, охорона здоров'я та соціальна допомога — 18,0 %, роздрібна торгівля — 11,5 %, мистецтво, розваги та відпочинок — 8,7 %.